# Per Unckel
Carl Gustav Per Unckel, född 24 februari 1948 i Risinge församling, Östergötlands län, död 20 september 2011 i Domkyrkoförsamlingen i Stockholm, var en svensk politiker (moderat) och ämbetsman. År 2003–2006 var han generalsekreterare för Nordiska ministerrådet och från den 1 januari 2007 fram till sin död landshövding i Stockholms län..

## Biografi
Unckel var ordförande i Moderata ungdomsförbundet 1971–1976, riksdagsledamot 1976–1986 och 1994–2002, kampanjgeneral för linje 1 i folkomröstningen om kärnkraft 1980, partisekreterare 1986–1991 och statsråd och chef för utbildningsdepartementet 1991–1994 samt tillförordnad försvarsminister under några dagar i oktober 1994. Unckel var även gruppledare i riksdagen 1999 fram till 2002. Han lämnade rikspolitiken efter moderaternas valförlust 2002. Efter sin avgång utsågs han till hedersordförande av MUF-distriktet i Östergötland. År 1964 satt han i styrelsen i Sveriges Elevkårer.
Till Unckels mest framträdande gärningar i politiken räknas dels friskolereformen tillsammans med dåvarande skolminister Beatrice Ask under tiden som utbildningsminister 1991, dels uppbyggandet av en fristående riksrevision under tiden som ordförande i konstitutionsutskottet.
Unckel fick kritik i media 1993 då han använt det statliga tjänstekortet i samband med att han hyrde bil och betalade ett hotellrum i Spanien. När reseräkningen skrevs nämndes ej att bilen och hotellrummet hyrts av privata skäl. Han betalade långt efteråt tillbaka beloppet på 1 362 kronor.
Unckel var landshövding i Stockholms län från 2007 till sin död. Han var ordförande i grundlagsutredningen som avslutades 2008, efter att han ersatt Lars Engqvist som ordförande i november 2006.
Unckel var med i skapandet av Kunskapsskolan. Unckel var även hedersledamot av Stockholms nation vid Uppsala universitet. Han utnämndes till hedersdoktor vid Kungliga Tekniska högskolan den 19 september 2011, dagen före sin bortgång. Unckel är begravd på Galärvarvskyrkogården i Stockholm.